# Octarthria flavipalpis
Octarthria flavipalpis är en tvåvingeart som först beskrevs av Macquart 1850.  Octarthria flavipalpis ingår i släktet Octarthria och familjen vapenflugor. Inga underarter finns listade i Catalogue of Life.